# Сітавака (підрозділ окружного секретаріату)
Підрозділ окружного секретаріату Сітавака — підрозділ окружного секретаріату округу Коломбо, Західна провінція, Шрі-Ланка. Складається з 68 Грама Ніладхарі.